# Historia de la Legislación Electoral de México
La legislación electoral en México se ha ido forjando a través del tiempo, blindándose cada vez más para evitar los fraudes electorales, los delitos electorales y la imposición. Desde 1917 a la fecha ha habido diez normas electorales con sendas reformas que han consolidado la democracia en México.
| Legislación Electoral derivada de la Constitución de Cádiz (1808-1812)                                       | |                         |                                                                                         |                                                       |
| # | Norma Electoral | Promulgación            | Rey en turno                                                                            | Legislatura en turno                                  |
| 1 | Instrucción que deberá observarse para la elección de Diputados de Cortes                                                                             | 1 de enero de 1810      | Fernando VII                                                                            | Cortes de Cádiz                                       |
| Legislación Electoral derivada de los Tratados de Córdoba y el Plan de Iguala (1821-1822)                    | |                         |                                                                                         |                                                       |
| # | Norma Electoral | Promulgación            | Presidente en turno                                                                     | Legislatura en turno                                  |
| 1 | Artículos para las Elecciones de los Diputados al Congreso                                                                                            | 27 de noviembre de 1821 | Agustín de Iturbide (Presidente del Primer Consejo de la Regencia del Imperio Mexicano) | Junta Provisional Gubernativa                         |
| Legislación Electoral derivada del Plan de Casamata (1823)                                                   | |                         |                                                                                         |                                                       |
| # | Norma Electoral | Promulgación            | Presidente en turno                                                                     | Legislatura en turno                                  |
| 1 | Ley de Elecciones a que deben acomodarse las Provincias de la Nación para nombrar los Diputados que han de componer el futuro Congreso Constiituyente | 17 de junio de 1823     | Nicolás Bravo (Presidente del Supremo Poder Ejecutivo)                                  | Primer Congreso Constituyente                         |
| Legislación Electoral derivada de la Constitución Política de los Estados Unidos Mexicanos (1917-actualidad) | |                         |                                                                                         |                                                       |
| # | Norma Electoral | Promulgación            | Presidente en turno                                                                     | Legislatura en turno                                  |
| 1 | Ley Electoral | 6 de febrero de 1917    | Venustiano Carranza (interino)                                                          | Congreso constituyente de 1917                        |
| 2 | Ley para la Elección de Poderes Federales | 1 de julio de 1918      | Venustiano Carranza                                                                     | XXVII Legislatura del Congreso de la Unión de México  |
| 3 | Ley Electoral Federal | 7 de enero de 1946      | Manuel Ávila Camacho                                                                    | XXXIX Legislatura del Congreso de la Unión de México  |
| 4 | Ley Electoral Federal | 4 de diciembre de 1951  | Miguel Alemán Valdés                                                                    | XLI Legislatura del Congreso de la Unión de México    |
| 5 | Ley Federal Electoral | 5 de febrero de 1973    | Luis Echeverría Álvarez                                                                 | XLVIII Legislatura del Congreso de la Unión de México |
| 6 | Ley Federal de Organizaciones Políticas y Procesos Electorales                                                                                        | 28 de diciembre de 1977 | José López Portillo                                                                     | L Legislatura del Congreso de la Unión de México      |
| 7 | Código Federal Electoral | 12 de febrero de 1987   | Miguel de la Madrid                                                                     | LIII Legislatura del Congreso de la Unión de México   |
| 8 | Código Federal de Instituciones y Procedimientos Electorales                                                                                          | 16 de agosto de 1990    | Carlos Salinas de Gortari                                                               | LIV Legislatura del Congreso de la Unión de México    |
| 9 | Código Federal de Instituciones y Procedimientos Electorales                                                                                          | 14 de enero de 2008     | Felipe Calderón Hinojosa                                                                | LX Legislatura del Congreso de la Unión de México     |
| 10 | Ley General de Instituciones y Procedimientos Electorales                                                                                             | 15 de mayo de 2014      | Enrique Peña Nieto                                                                      | LXII Legislatura del Congreso de la Unión de México   |